# Вагановы
Вагановы — русский дворянский род.
Московский сын боярский Химья Иванович Ваганов показан в Тысячной книге (1550).
Матвей Фёдорович Ваганов вступил в службу (1778), возведён в потомственное дворянское достоинство (1802). Один из его потомков, Ваганов, Николай Александрович (1837—1899), был до начала восьмидесятых годов председателем Псковской губернской земской управы и принадлежал к числу выдающихся земских деятелей. Позже, перейдя на службу в министерство Императорского двора, он был членом комиссии по преобразованию местного управления, состоявшей под председательством статс-секретаря Каханова.

## Описание герба
Щит разделен на четыре части, из них в первой части, в золотом поле, изображено красное горящее сердце. Во второй части, в красном поле, поставлено серебряное стропило, по сторонам которого видны две золотые шестиугольные звезды, а третья звезда под стропилом. В третьей части, в голубом поле, серебряный журавль, держащий в лапе камень. В четвёртой части, в золотом поле, улей и над ним пчела.
На щите дворянский коронованный шлем. Нашлемник: с павлиньими перьями, на середине их находится серебряная звезда. Намёт на щите красный и голубой, подложенный золотом. Герб Вагановых помещён в VII части Гербовника, № 176.